# Алтштетен
Алтштетен (фр. Altstätten, итал. Altstätten) је град у североисточној Швајцарској. Алтштетен се налази у оквиру кантона Сент Гален, где је седиште округа Рајнска Долина.

## Природне одлике
Алтштетен се налази у североисточном делу Швајцарске, близу државне границе са Аустријом - 5 км источно од града. Од најближег већег града, Цириха град је удаљен 130 км источно.
Рељеф: Алтштетен се налази у долини реке Рајне. Град се налази на приближно 460 метара надморске висине. Западно од града стрмо се издижу Апенцелски Алпи.
Клима: Клима у Алтштетену је умерено континентална.
Воде: Град Алтштетен лежи недалеко од реке Рајне, веома важне за источну Швајцарску. Међутим, река не протиче кроз насељено место, већ 5 км источно од насеља. Она је овде и граница ка Аустрији. Кроз сам град протиче пар потока, њених притока.

## Становништво
2010. године Алтштетен је имао близу 11.000 становника. Од тог броја страни држављани чине 21,5%.
Језик: Швајцарски Немци чине традиционално становништво Алтштетена и немачки језик је званични у граду и кантону. Међутим, градско становништво је током протеклих неколико деценија постало веома шаролико, па се на улицама Алтштетена чују бројни други језици. Тако данас немачки говори 89,0% градског становништва, а прате га албански (3,1%) и српски језик (2,7%).
Вероисповест: Месни Немци су у 16. веку прихватили протестантизам. Међутим, последњих деценија у граду се знатно повећао удео других вера, посебно римокатолика. Тако су данас римокатолици у већини (59,9%), затим следе протестанти (19,7%), а потом муслимани (7,3%), атеисти (4,5%) и православци (3,0%).

## Галерија слика
- Старо језгро Алтштетена
- Градска пешачка улица
- Протестантска црква
- Римокатоличка црква